# International Technology Roadmap for Semiconductors
Die International Technology Roadmap for Semiconductors (ITRS) war eine Prognose (Roadmap) über die zukünftige Entwicklung der Halbleitertechnik, die als roter Faden für Chip- und Gerätehersteller galt. Sie wurde alle zwei Jahre in den Jahren 1998–2015 von einem Gremium der weltweiten Experten aus der Halbleiterindustrie aktualisiert. Zusätzlich erfolgten in den Zwischenjahren kleinere Aktualisierungen. Es wurden z. B. die zukünftigen Technologieknoten genannt. Die Entwicklung der Leistungsfähigkeit der mikro- und nanoelektronischen Schaltungen orientierte sich dabei am mooreschen Gesetz.
Seit 2017 wird die ITRS nicht mehr aktualisiert. Ihr Nachfolger ist die von IEEE unterstützte International Roadmap for Devices and Systems (IRDS).
Der Name der Roadmap ist mit einem Trademark (Markenzeichen) geschützt.

## Geschichte
Mit der fortschreitenden Auslagerung von Produktionsprozessen durch Anbieter von Spezialausrüstungen entstand die Notwendigkeit einer klaren Entwicklungsplanung, um zukünftige technologische Bedürfnisse der IC-Herstellung planen und steuern zu können. Seit den 1980er Jahren übernahm in den USA die Semiconductor Industry Association (SIA) die Verantwortung für diese Koordinierung, was zu der Schaffung einer Roadmap im amerikanischen Stil führte, die National Technology Roadmap for Semiconductors (NTRS). Im Jahr 1998 schloss sich die SIA mit ihren europäischen, japanischen, koreanischen und taiwanesischen Kollegen zusammen, um die erste internationale Entwicklungsplanung zu erstellen, die International Technology Roadmap for Semiconductors (ITRS).

### ITRS 2.0
In den Jahren 2013–2014 wurde durch ein International Roadmap Committee (IRC) und sieben International Focus Teams (IFT) eine Roadmap ITRS 2.0 mit folgenden Themengebieten definiert:
1. System Integration
2. Outside System Connectivity
3. Heterogeneous Integration
4. More the Moore
5. Beyond CMOS
6. More Moore
7. Factory Integration

### IRDS
Es wurde jedoch klar, dass neue Technologien weit über CMOS-basierte Geräte hinausgehen würden. In diesem Zuge hat man 2016 die Gründung der International Roadmap for Devices and Systems (IRDS) als Teil des IEEE beschlossen und auf den Weg gebracht.

## Umfang und Themen
Die ITRS umfasste eine Gruppe von Dokumenten, in denen die Anforderungen zukünftiger mikroelektronischer Schaltungen sowie der benötigten Mess- und Anlagentechnik zusammengefasst wurden. Sie galten als Richtlinie für die Entwicklung im Bereich der Halbleitertechnik. Zusätzlich gab es noch mehrere Tabellendokumente mit Prognosen für die nächsten 15 Jahre. Die Hauptdokumente umfassen folgende Themen:
- Executive Summary
- System Drivers
- Design
- Test & Test Equipment
- Process Integration, Devices & Structures
- RF and A/MS Technologies for Wireless Communications
- Emerging Research Devices
- Emerging Research Materials
- Front End Processes
- Lithography, beschäftigt sich mit den Techniken zur Strukturierung von Materialbereichen
- Interconnect, beschäftigt sich mit den elektrischen Verbindungen und den dazwischenliegenden Isolationsbereichen im BEoL
- Factory Integration
- Assembly & Packaging
- Environment, Safety & Health
- Yield Enhancement, beschäftigt sich mit der Verbesserung der Ausbeute
- Metrology, beschäftigt sich mit den Anforderungen an die Messtechnik und Prozesskontrolle
- Modeling & Simulation, beschäftigt sich mit der Modellierung und Simulation